# Katmandu
Katmandu (el. Kathmandu, Kantipur, nepali: काठमांडौ) er hovedstad i Nepal. Byen har omkring 671.846 (2001) indbyggere og ligger i Kathmandudalen i ca. 1325 meters højde i det centrale Nepal nær floderne Vishnumati og Bagmati. Byen er samtidig distriktshovedkvarter for Kathmandu District og for Central Development Region. Såfremt forstæderne medregnes bor der mere end 1 million mennesker i hovedstadsområdet.
Katmandu er grundlagt i år 723 og var oprindelig hovedstad i det selvstændige kongerige Kantipur (det oprindelige navn for byen og riget) frem til 1769 da Shah-dynastiet fra Gorkha erobrede alle de hidtidige kongeriger i Kathmandu-dalen og underlagde dem Gorkha-staten, hvis hovedstad hurtigt derefter blev flyttet til Kathmandu. Indtil langt op i 1900-tallet var dalens navn Nepal-dalen, og først efter Nepals åbning over for omverdenen efter 1950 ændrede dalen navn til Kathmandu-dalen. Regeringen anvendte på lignende måde betegnelsen Gorkha-regering indtil omkring 1. verdenskrig, hvorefter betegnelsen Nepal i stigende grad blev anvendt.
De centrale dele af byen er præget af den karakteristiske byplanlægning, arkitektur og kunstudfoldelse fra Kathmandus storhedstid med traditionsrige hinduistiske og buddhistiske templer og paladser, hvoraf hovedparten er flere hundrede år gamle, enkelte endog op til 1.000 år eller mere. Moderne byudvikling, jordskælv og forurening har haft stor indflydelse, med indlemmelse af ikke mindre end syv lokaliteter og seværdigheder fra Kathmandu-dalen i UNESCOs verdensarvsprogram har været med til at sikre bedre muligheder for bevaring af disse kulturelle seværdigheder for eftertiden.